# 대한민국 형법 제125조
대한민국 형법 제125조는 공무원이 직무중 폭행, 가혹행위에 대한 형법각칙의 조문이다.

## 조문
제125조(폭행, 가혹행위) 재판, 검찰, 경찰 기타 인신구속에 관한 직무를 행하는 자 또는 이를 보조하는 자가 그 직무를 행함에 당하여 형사피의자 또는 기타 사람에 대하여 폭행 또는 가혹한 행위를 가한 때에는 5년 이하의 징역과 10년 이하의 자격정지에 처한다.

第125條(暴行, 苛酷行爲) 裁判, 檢察, 警察 其他 人身拘束에 關한 職務를 行하는 者 또는 이를 補助하는 者가 그 職務를 行함에 當하여 刑事被疑者 또는 其他 사람에 對하여 暴行 또는 苛酷한 行爲를 加한 때에는 5年 以下의 懲役과 10年 以下의 資格停止에 處한다.

## 비교 조문
군형법 제62조(가혹행위) ① 직권을 남용하여 학대 또는 가혹한 행위를 한 사람은 5년 이하의 징역에 처한다.
② 위력을 행사하여 학대 또는 가혹한 행위를 한 사람은 3년 이하의 징역 또는 700만원 이하의 벌금에 처한다.
[전문개정 2009.11.2]

## 해설

### 형사피의자의 의미
재판부는 “형사소송법에서 말하는 ‘피의자’는 수사기관에 의해 범죄혐의를 받아 수사의 대상으로 돼 있는 사람을 뜻하는 것으로, 피의자가 되는 시기는 수사기관이 범죄혐의를 인정해 수사를 개시한 때나 수사기관이 현행범인을 발견하거나 인도받은 때라고 봄이 타당하다”며 “따라서 이 사건에서 현행범인인 피해자의 경우에는 수사기관이 현행범체포보고서 등의 수사서류를 작성했는지 여부와는 관계없이 형법 제125조의 ‘형사피의자’에 해당한다.

## 사례
- 집회 중 중증장애인의 얼굴을 방패로 가격해 광대뼈가 함몰되는 상해를 입힌 서울경찰청 소속 경찰관 5명과 의경대원은 본 조의 범죄에 해당할 수 있다[2]
- 국정원이 피의자를 조사하면서 중증장애를 가진 아들에 대해 “아들의 병명이 뭐지요?”,  “아들이 어떻게 돼도 상관없다는 것인가요?”, “아픈 아들에게 관심이 없어요?” 등 피의사실과 전혀 상관없는 아들의 중증장애에 관한 질문을 받음으로써 피의자의 가장 약점을 건드려 진술을 유도하는 심리적 고문을 하는 경우 본 죄에 해당한다는 주장도 있다[3]
- 2011년 검사 성추문 사건에서 검사가 피의자를 상대로 성적인 행위를 요구하는 경우 본 죄에 해당할 수 있다.
- 경찰이 피의자 주거지 압수수색을 진행하며 집으로 들어서자마자 이 씨에게 무릎을 꿇으라고 하고, 바닥에 머리를 박게 하는 이른바 원산폭격을 하게 한 경우 본 죄에 해당한다고 주장할 수 있다[4]
- 경찰관이 피해자에게 '자백을 하라'며 모자로 조씨의 머리를 10여차례 때리고 욕설을 하고 자백을 강요하기 위해 조씨를 회의실로 데리고 가 뺨을 3차례 때리고 철제의자를 들어 위협까지 한 후 회의실에서 조씨의 정강이를 발로 차고 또 구둣발로 조씨의 오른발을 밟아 발과 발톱이 손상되는 부상을 입힌 경우 본 죄에 해당할 수 있다[5]

- 강력팀 경찰관들은 절도 관련 피의자를 검거해 수사하는 과정에서 공범관계 및 여죄 자백을 목적으로 2009년 8월쯤부터 2010년 3월 말까지 총 22인의 피의자들을 연행하는 차량 안에서 일명 ‘날개꺾기’ 고문(수갑을 뒤로 채운 뒤 피의자의 목을 다리에 끼워 조인 후 수갑이 채워진 팔을 꺾어 올림)을 가하고, 강력팀 사무실에서는 폐쇄회로 TV 사각지대에서 피의자의 입에 재갈을 물린 채 등을 밟고 머리를 눌러가며 동일한 고문을 가해 자백을 받은 경우 본 죄에 해당할 수 있다[6]

- 경찰이 농성중인 공장에 진입 진압작전을 펼치면서 봉지 형태의 최루액과 전자충격기, 다목적발사기 등 안전성 논란이 있는 경찰장구을 사용하는 경우 본 죄에 해당할 여지가 있다[7]

## 참고 문헌
- 김재윤, 손동권, 『새로운 형법각론』, 율곡출판사, 2013. ISBN 9788997428342

## 같이 보기
- 고문
- 최종길 사건
- 대한민국 형법 제124조 불법체포감금죄
- 폭행가혹행위죄
- 대한민국 형사소송법 제420조 재심사유